# 시드머니
시드펀딩이라고도 알려져 있는 시드머니(영어: Seed money)는 투자자가 비즈니스의 일부를 매입하는 투자를 제안하는 형태이다. 시드(seed)라는 말에서도 알 수 있듯이, 비즈니스의 매우 초기 단계에 집행하는 투자이며, 시드머니는 수익이 발생하거나 다른 투자를 받을 때까지 자금을 활용할 수 있도록 돕는다. 시드머니는 친구나 가족의 투자, 엔젤 투자, 크라우드 펀딩을 포함한다.

## 활용
시드머니는 시장조사나 제품 개발과 같은 예비 회사운영에 쓰일 수 있는 자금이다.

## 같이 보기
- 엔젤 투자자
- 디지털 통화
- 크라우드소싱
- 프라이빗에쿼티
- 벤처 캐피털